# Naranjito (mascotte)
Cet article concerne la mascotte de la coupe du monde de football 1982. Pour les autres mascottes de coupe du monde, voir Mascotte de la Coupe du monde de football.

Naranjito

Naranjito est la mascotte de la Coupe du monde de football 1982 organisée en Espagne.
Elle représente une orange, fruit typique de l'Espagne, portant le maillot rouge de l'équipe nationale et un ballon de football sous le bras. Son nom vient de naranja (orange en espagnol) avec le diminutif « -ito ».

## Histoire
La mascotte a été créée par les publicitaires María Dolores Salto et José María Martín Pacheco à Séville : « Nous avons vu des oranges et nous nous sommes dit, "pourquoi pas ?". On voulait éviter d'utiliser un taureau par exemple. On nous a donné un million de pesetas, ensuite la Fédération de football a vendu les droits à une entreprise de merchandising pour plus de 1400 millions. »
Naranjito est apparu sur un grand nombre de produits et il fut aussi le protagoniste d'une série de dessins animés appelée Fútbol en acción (Onze pour une coupe) produite par la chaîne publique TVE. Il y eut en tout 26 épisodes de vingt minutes chacun dans lesquels apparaissaient Naranjito accompagné de sa fiancée Clementina, de son ami Citronio et du robot Imarchi.
Dans les années 2000 et 2010, Naranjito fait l'objet d'une seconde vie et son image apparaît de nouveau sur de nombreux produits.